# Roberto Valverde Maestra
Roberto Valverde Maestra (Baza, Granada, 24 de gener de 1966) és un exfutbolista andalús, que ocupava la posició de davanter.

## Trajectòria
Va debutar a primera divisió amb el Reial Valladolid a la campanya 89/90, en la qual hi disputa 11 partits. A l'any següent, però, eixa xifra es redueix a tan sols quatre partits, tots ells de suplent.
També va jugar en altres equips, com el Granada CF.